# GLUT
OpenGL Utility Toolkit (GLUT) — бібліотека утиліт для застосунків під OpenGL, яка в основному відповідає за системний рівень операцій вводу-виводу при роботі з операційною системою і, в тому числі, включає функції: створення вікна, управління вікном, моніторинг за вводом з клавіатури і подіями комп’ютерної миші; функції рисування ряду геометричних примітивів: куб, сфера, чайник та інші. GLUT включає можливість створення нескладних випливаючих меню.
GLUT був створений Марком Кілгардом під час його роботи в компанії Silicon Graphics Inc. GLUT є закритим власницьким ПЗ, всі права на нього належать Марку Кілгарду.
Використання бібліотеки GLUT дозволяє створювати кросс-платформний код і полегшує вивчення OpenGL. Проста програма з GLUT має обсяг в приблизно одну сторінку програмного коду, аналогічна програма, виконана засобами OpenGL без GLUT має обсяг кількох сторінок коду і вимагає знань особливостей управління вікнами операційної системи.
Всі функції GLUT починаються з префікса glut (наприклад, функція glutPostRedisplay помічає поточне вікно як таке, що вимагає повторного рендерингу).